# Piploka
Piploka eller Slökesticka (Pleurospermum austriacum) är en flockblommig växtart som först beskrevs av Carl von Linné, och fick sitt nu gällande namn av Franz Georg Hoffmann. Piploka ingår i släktet piplokor, och familjen flockblommiga växter. Enligt den svenska rödlistan är arten sårbar i Sverige. Arten förekommer i Götaland och Svealand samt tillfälligtvis även i Nedre Norrland. Artens livsmiljö är skogslandskap, jordbrukslandskap.
Pipflokan är en 0,6-2 meter hög, glatt grovväxt ört med oledad ihålig stjälk. Den har 2-3 gånger 3-fingrade blad med bredflikade småblad i mångstråliga flockar med både allmänt och enskilt svepe och vita blommor.

## Bildgalleri

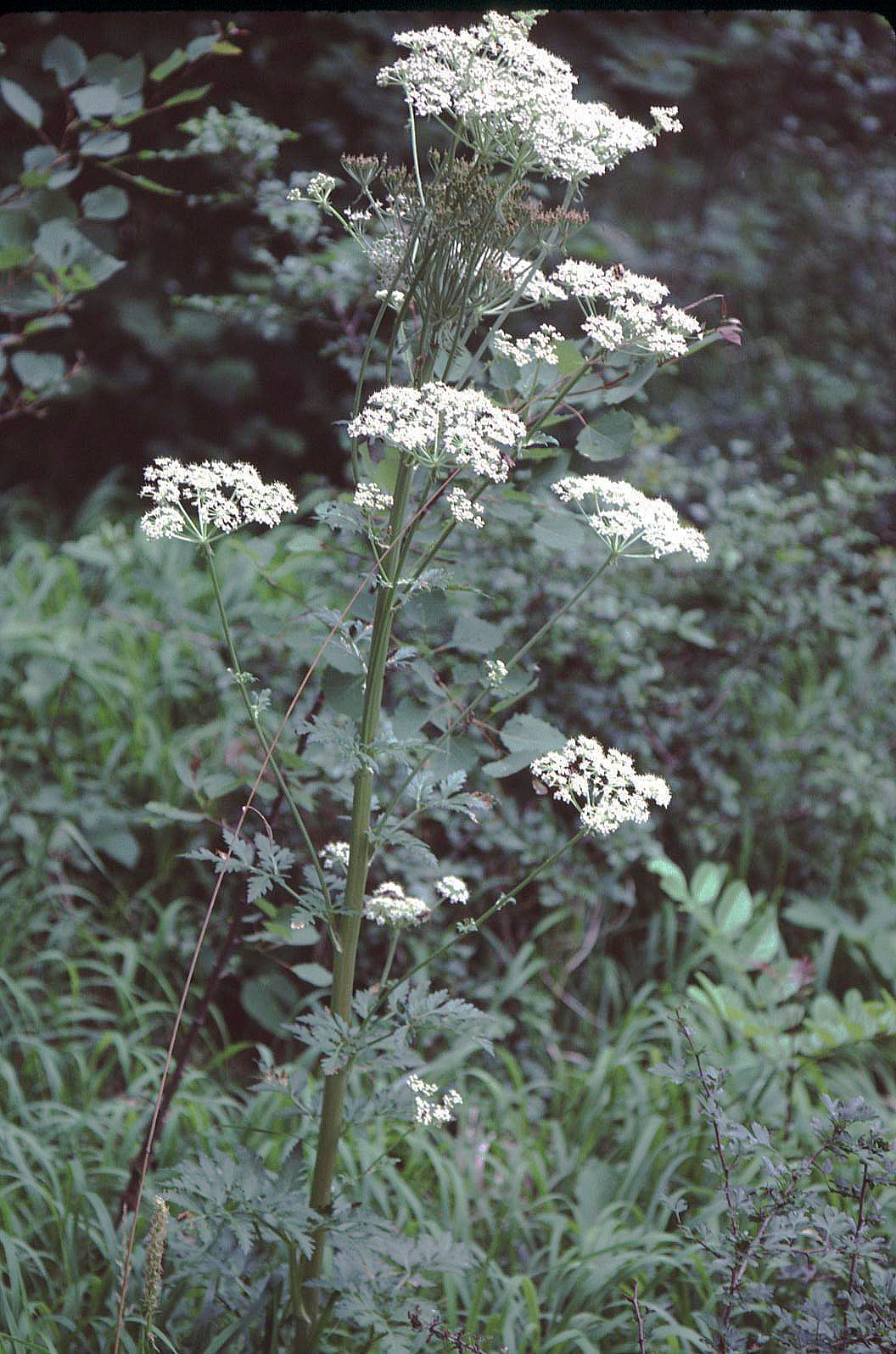
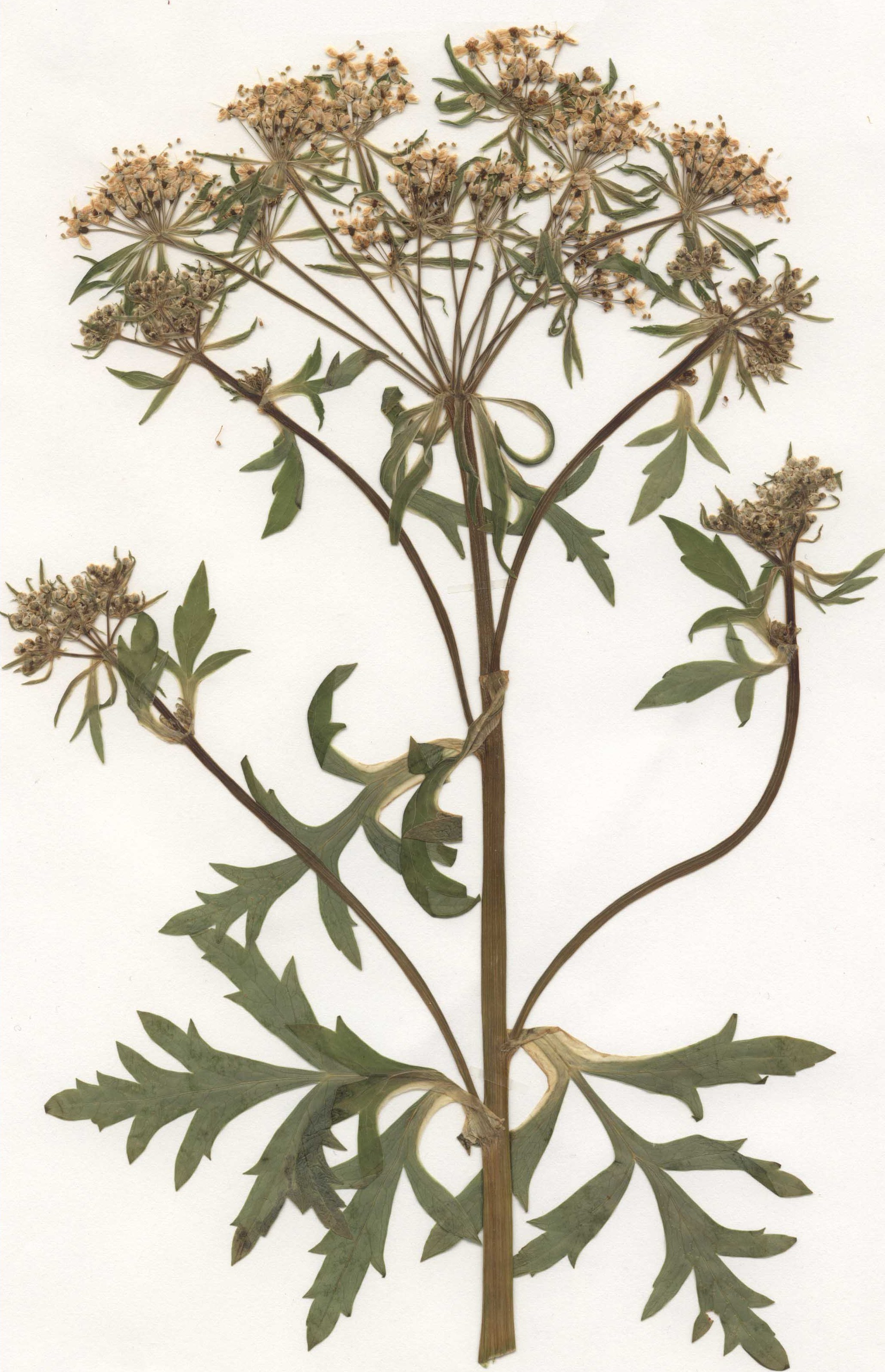
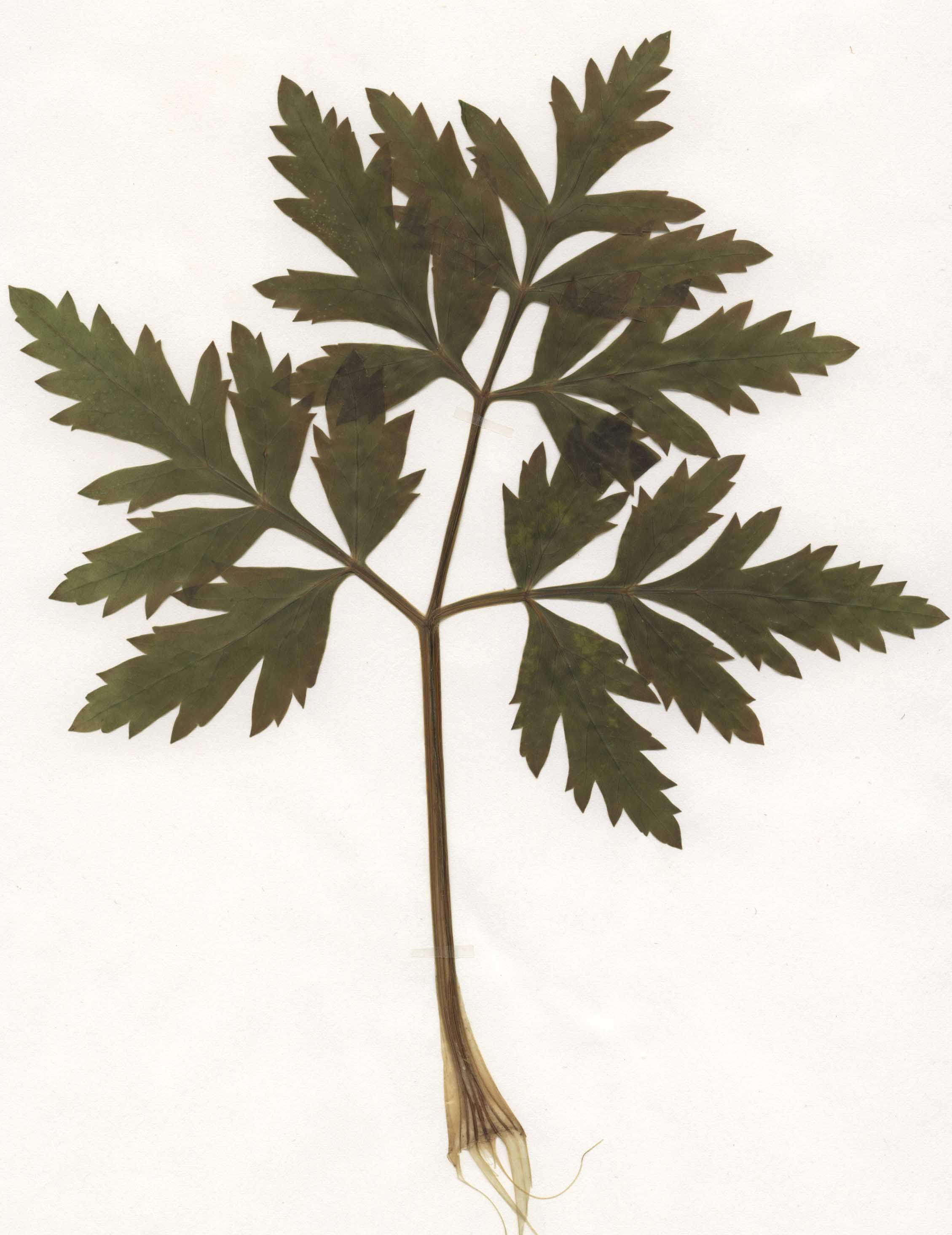
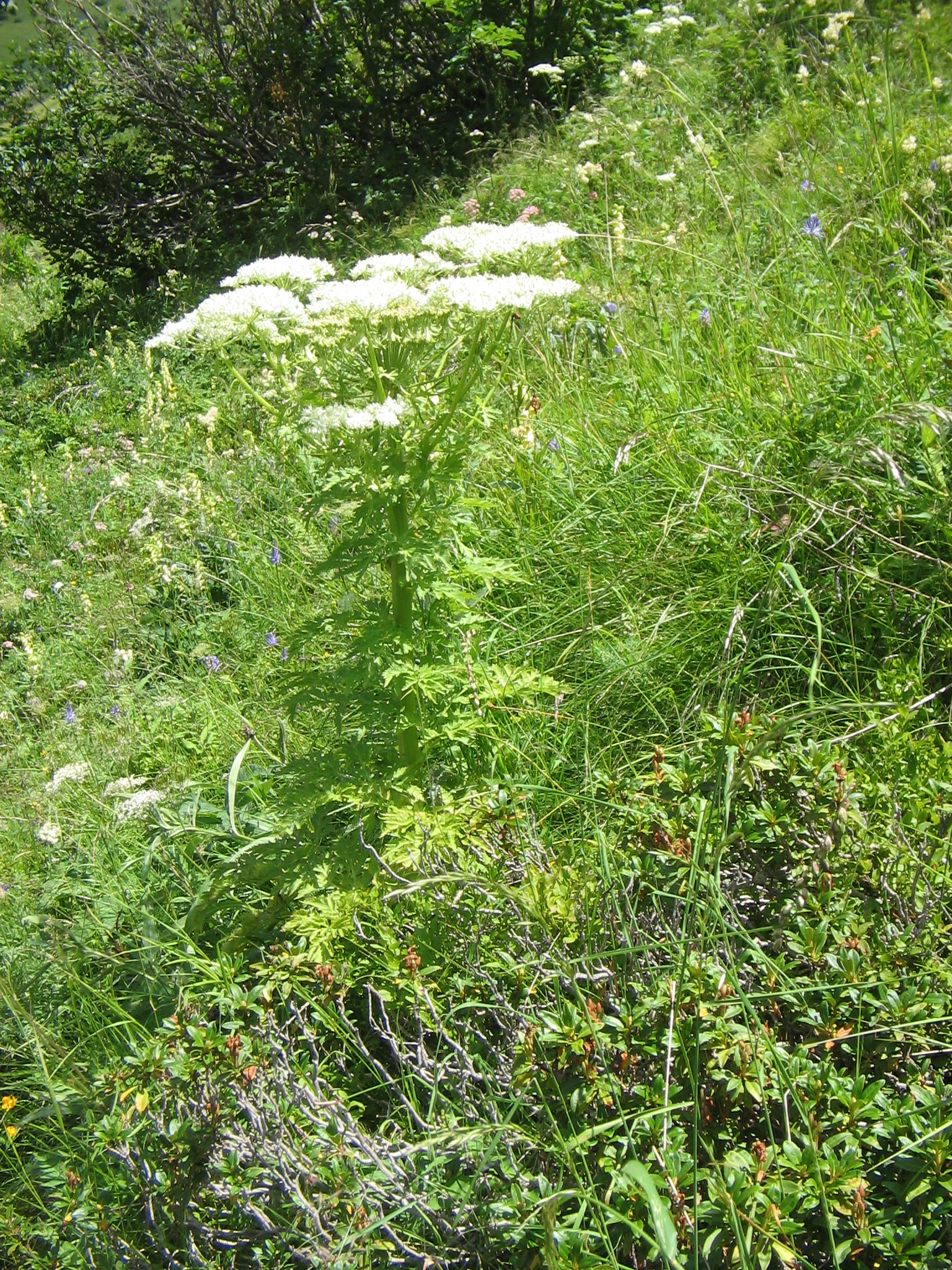
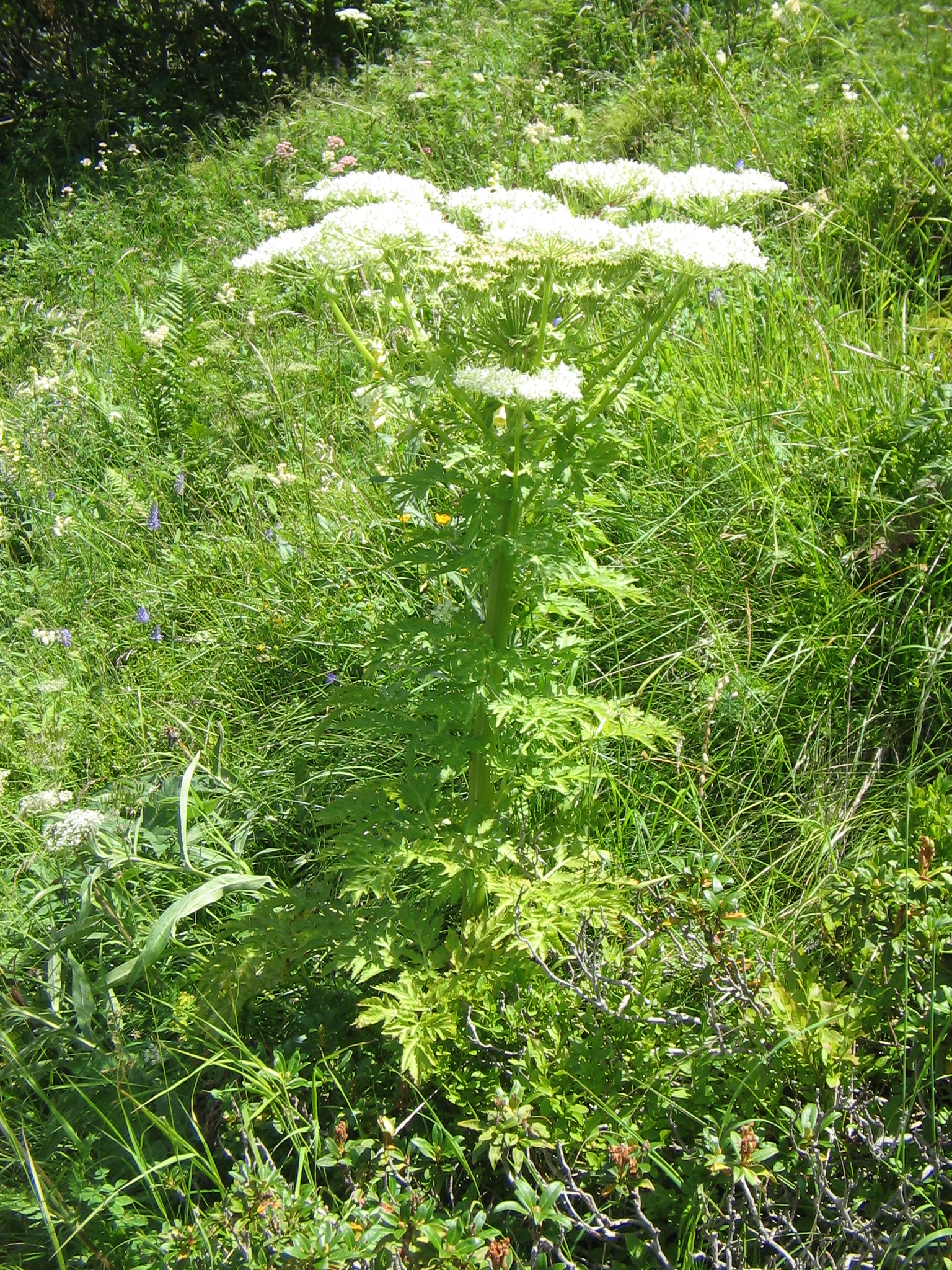
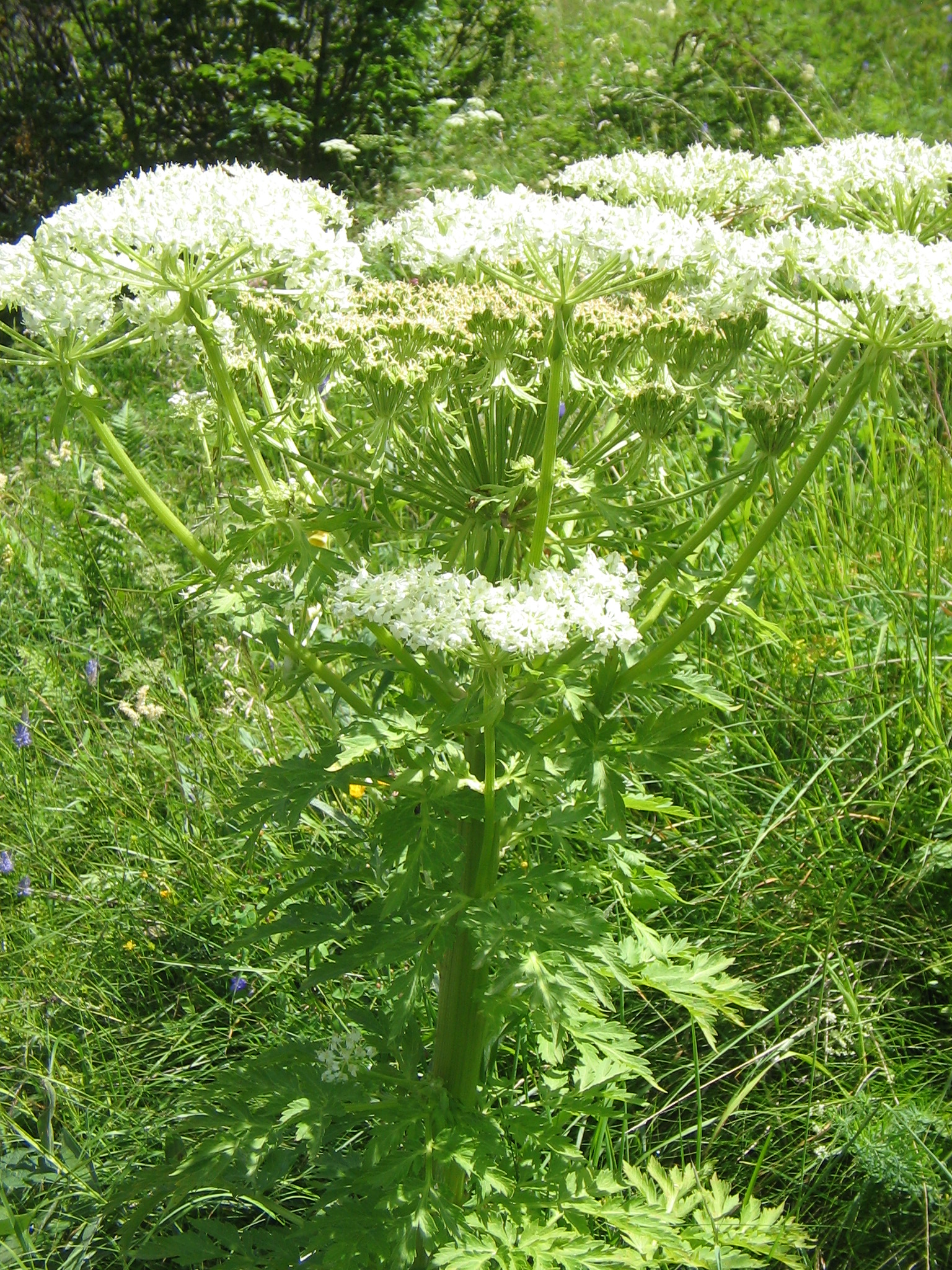